# Limón de Pica
Espèce
Classification phylogénétique
Limón de Pica est une lime acide produite dans l'oasis de Pica, dans la région de Tarapacá. Ce fruit a été la première Indication Géographique reconnue au Chili. Il est localement un ingrédient incontournable du pisco sour, boisson à base de pisco.

## Dénomination

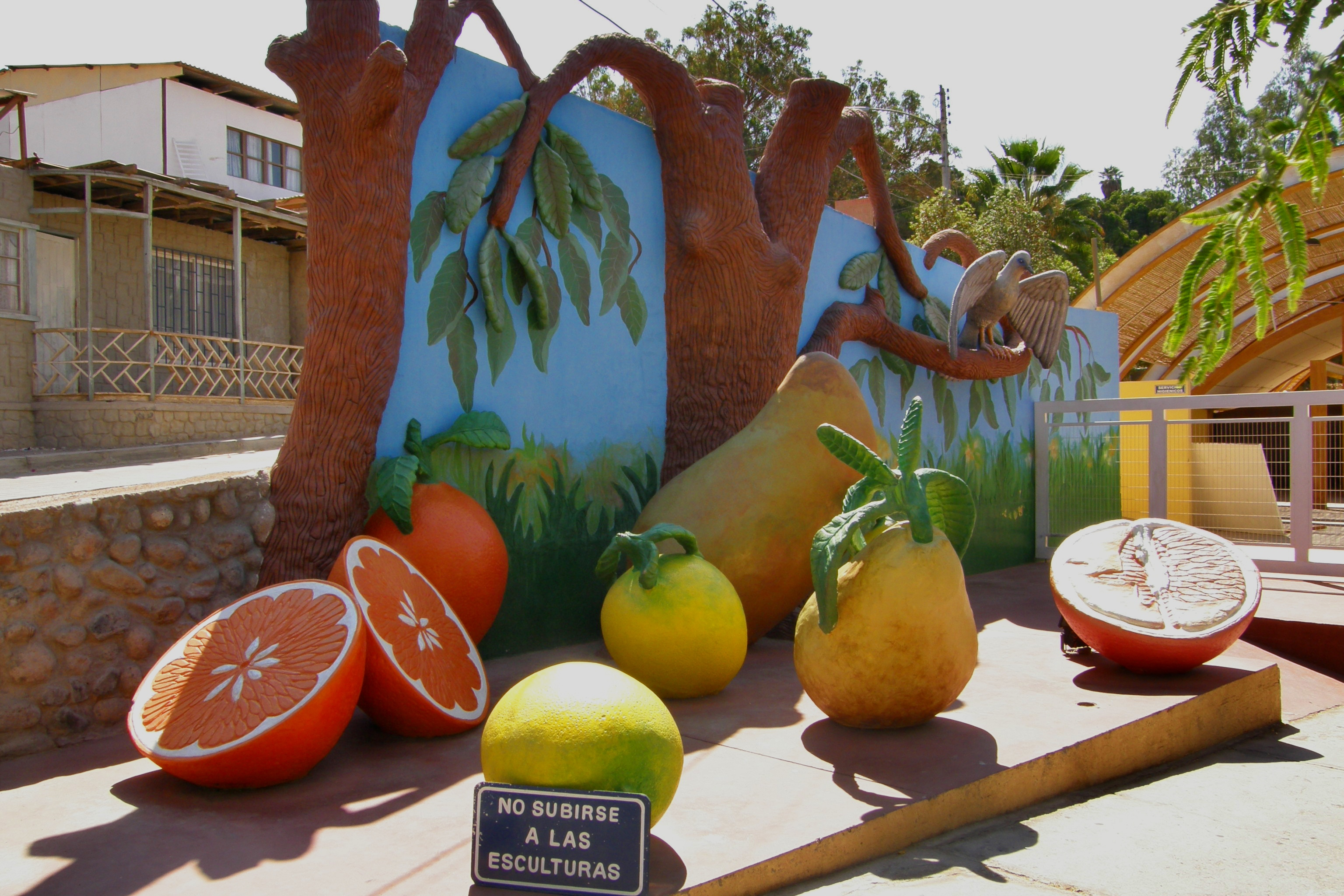
Sculptures de Fruits cultivés à Pica avec la lime en premier plan

Limón de Pica littéralement citron de Pica est un lime acide (C. aurantifolia) et non un citron. L'Oasis de Pica dans le désert d'Atacama, un des environnements les plus arides au monde est un point d'eau qui permet la culture d'agrumes de climats chauds.  

## Histoire
En 1999 dans le cadre de la Fondation pour l'innovation agraire (FIA), les producteurs de lime de Pica regroupés en Cooperativa Agrícola de Pica Ltda. et aidés par les institutions de développement débutent une démarche de qualification (normalisation, commercialisation et demande d'appellation d'origine) avec des fonds publics. En 2003 et 2004 ils réalisent des études commerciales, de positionnement et de culture. La demande de dénomination en 2008  est basée sur le Reglamento de Uso y Control,  de la indicacion geografica Limon de Pica . En avril 2010 Instituto Nacional de Propiedad Industrial du Chili délivre la première indicación geográfica registrada. En 2017, un bilan décevant non sur la qualité des fruits mais sur la réussite commerciale est dressé par Javiera Cáceres Bustamante (manque de diffusion des connaissances, faiblesse du travail en commun, le succès du produit n'est pas satisfaisant).
En 2024, pour une surface horticole cultivée de 250 ha, la superficie plantée en limetier acide est de 71,7 ha sur les communes de Pica, Matilla et la Vallée de Quisma. La coopérative regroupe 66 petits producteurs.

## Description
Le fruit est une lime tropical de 3,5 à 4,5 cm de diamètre. La pulpe est verte, juteuse (teneur en jus >40 %), acide avec un arome puissant (entre 45 et 50 % de limonène) attribué au climat chaud et sec.

### Utilisation

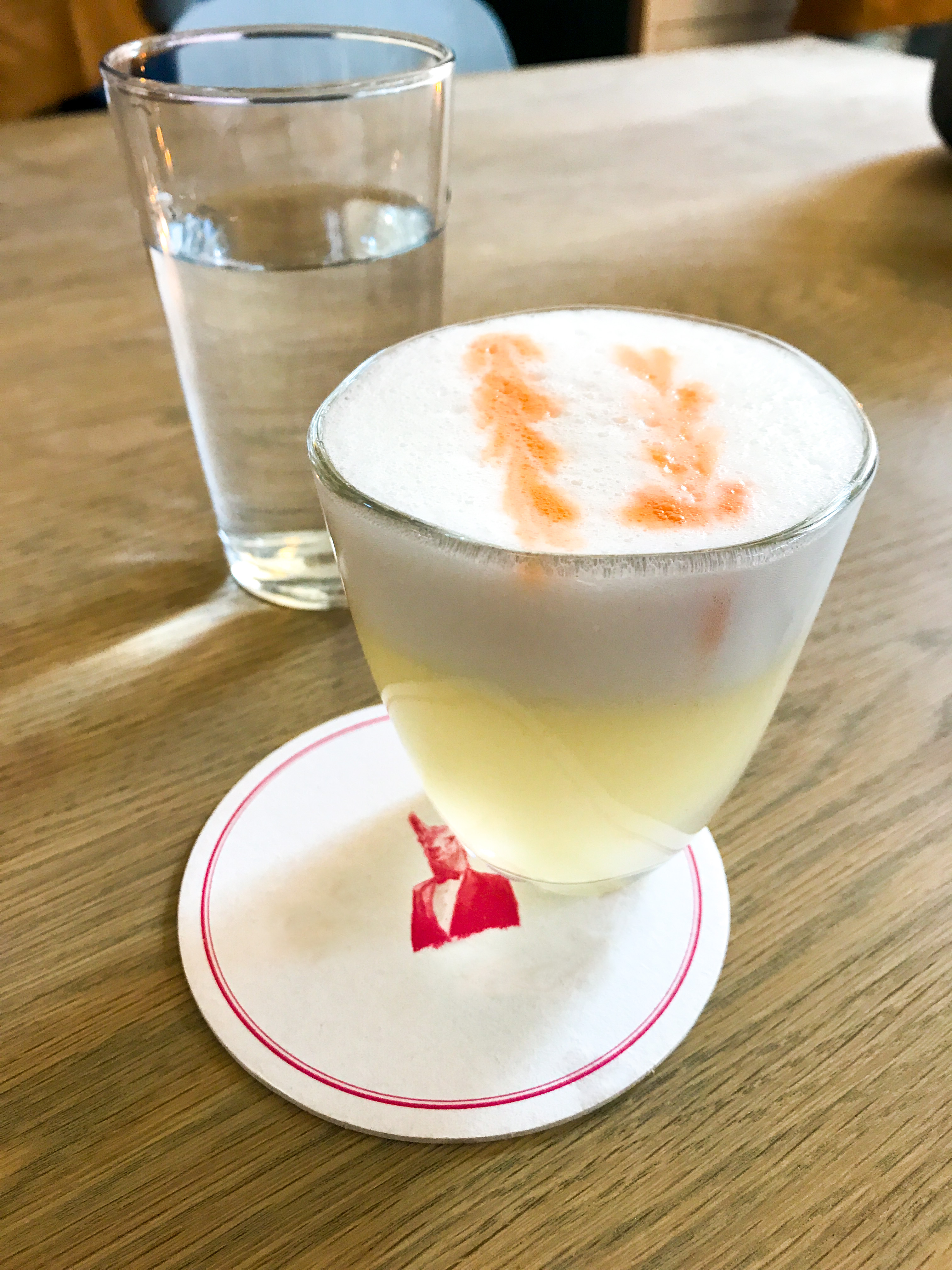
Pisco Sour

Comme souvent les limes acides tropicales ou subtropicales (voir lime Gallet) la consommation est associée à la préparation de boissons: au Chili et au Pérou le Pisco sour. On en fait aussi des tartes meringuées à la lime.
On lui prête de nombreuses vertus pour la santé et l'hygiène.